# Rb Cabo Schramm (R-18)
Rb Cabo Schramm (R-18) é um rebocador de porto da Marinha do Brasil pertencente a Classe Comandante Marriog.
O seu projeto é de origem norte-americana. O barco foi construído pelo estaleiro Turn-Ship Ltd. A sua incorporação aconteceu em 14 de setembro de 1982.